# J1 Roehampton
Das J1 Roehampton (offiziell Junior International Roehampton) ist ein World-Junior-Tennisturnier, das seit 1996 jährlich Ende Juni auf den Rasentennisplätzen des Bank of England Sports Ground im Londoner Stadtteil Roehampton von der International Tennis Federation ausgetragen wird. Es gehört der zweithöchsten Turnierkategorie G1 an und ist eines der wichtigsten Vorbereitungsturniere für die Nachwuchswettbewerbe von Wimbledon.

## Siegerliste
Aufgrund der räumlichen Nähe, aber auch wegen der vergleichsweise kurzen Vorbereitungsphase auf Rasen, nutzen viele Top-Junioren den Wettkampf als Vorbereitungsturnier für das anstehende Grand-Slam-Turnier in Wimbledon. Entsprechend stark besetzt sind die Spielerfelder. Einige der ehemaligen Sieger und Siegerinnen im Einzel und Doppel erreichten später die Top 10 der Herren- und Damen-Weltrangliste und gewannen Grand-Slam-Titel wie etwa Amélie Mauresmo, Roger Federer, Marin Čilić, Caroline Wozniacki, Petra Kvitová, Ashleigh Barty oder Jeļena Ostapenko.

### Einzel
| Jahr                                                       | Herren                           | Damen                            |                                  |
| ---------------------------------------------------------- | -------------------------------- | -------------------------------- | -------------------------------- |
| ↓ LTA International Junior Championships – Kategorie: G1 ↓ |                                  |                                  |                                  |
| 1996                                                       | Sébastien Grosjean               | Amélie Mauresmo                  |                                  |
| 1997                                                       | Julien Jeanpierre                | Brie Rippner                     |                                  |
| 1998                                                       | Aisam-ul-Haq Qureshi             | Jelena Dokić                     |                                  |
| 1999                                                       | Todor Enew                       | Lina Krasnoruzkaja               |                                  |
| 2000                                                       | Mario Ančić                      | Anikó Kapros                     |                                  |
| 2001                                                       | Roman Valent                     | Gisela Dulko                     |                                  |
| 2002                                                       | Philipp Petzschner               | Wera Duschewina                  |                                  |
| 2003                                                       | Jo-Wilfried Tsonga               | Allison Baker                    |                                  |
| 2004                                                       | Gaël Monfils                     | Michaëlla Krajicek               |                                  |
| 2005                                                       | Marin Čilić                      | Caroline Wozniacki               |                                  |
| 2006                                                       | Thiemo de Bakker                 | Chrystyna Antonijtschuk          |                                  |
| ↓ ITF Juniors Roehampton ↓                                 |                                  |                                  |                                  |
| 2007                                                       | Jonathan Eysseric                | Petra Kvitová                    |                                  |
| 2008                                                       | Guillaume Rufin                  | Melanie Oudin                    |                                  |
| ↓ AEGON International Junior Tennis Championships ↓        |                                  |                                  |                                  |
| 2009                                                       | Devin Britton                    | Kristina Mladenovic              |                                  |
| 2010                                                       | James Marsalek                   | Kristýna Plíšková                |                                  |
| 2011                                                       | Liam Broady                      | Indy de Vroome                   |                                  |
| 2012                                                       | Kimmer Coppejans                 | Eugenie Bouchard                 |                                  |
| 2013                                                       | Nick Kyrgios                     | Belinda Bencic                   |                                  |
| ↓ Nike Junior International Roehampton ↓                   |                                  |                                  |                                  |
| 2014                                                       | Andrei Rubljow                   | Jeļena Ostapenko                 |                                  |
| 2015                                                       | Joʻrabek Karimov                 | Dalma Gálfi                      |                                  |
| 2016                                                       | Denis Shapovalov                 | Anastassija Potapowa             |                                  |
| 2017                                                       | Axel Geller                      | Claire Liu                       |                                  |
| ↓ Junior International Roehampton ↓                        |                                  |                                  |                                  |
| 2018                                                       | Brandon Nakashima                | Cori Gauff                       |                                  |
| 2019                                                       | Gauthier Onclin                  | Darija Snihur                    |                                  |
| 2020                                                       | Wegen COVID-19-Pandemie abgesagt | Wegen COVID-19-Pandemie abgesagt | Wegen COVID-19-Pandemie abgesagt |
| 2021                                                       | Jack Pinnington Jones            | Linda Fruhvirtová                |                                  |
| 2022                                                       | Martín Landaluce                 | Liv Hovde                        |                                  |
| 2023                                                       | João Fonseca                     | Renáta Jamrichová                |                                  |
| 2024                                                       | Rafael Jódar                     | Teodora Kostović                 |                                  |

### Doppel
| Jahr                                                       | Herren                                 | Damen                                   |                                  |
| ---------------------------------------------------------- | -------------------------------------- | --------------------------------------- | -------------------------------- |
| ↓ LTA International Junior Championships – Kategorie: G1 ↓ |                                        |                                         |                                  |
| 1996                                                       | Jan-Ralph Brandt Jocelyn Robichaud     | Lilia Osterloh Samantha Reeves          |                                  |
| 1997                                                       | Jérôme Haehnel Julien Jeanpierre       | Cara Black Irina Seljutina              |                                  |
| 1998                                                       | Roger Federer Olivier Rochus           | Eva Dyrberg Jelena Kostanić             |                                  |
| 1999                                                       | Guillermo Coria David Nalbandian       | Ansley Cargill Laura Granville          |                                  |
| 2000                                                       | Karol Beck Michal Kokta                | Ioana Gaspar Tetjana Perebyjnis         |                                  |
| 2001                                                       | Tomáš Berdych Bart de Gier             | Eva Birnerová Petra Cetkovská           |                                  |
| 2002                                                       | Marcel Felder Martín Vilarrubí         | Carly Gullickson Jamea Jackson          |                                  |
| 2003                                                       | Mathieu Montcourt Jo-Wilfried Tsonga   | Kirsten Flipkens Michaëlla Krajicek     |                                  |
| 2004                                                       | Alex Kuznetsov Mischa Zverev           | Marina Eraković Michaëlla Krajicek      |                                  |
| 2005                                                       | Marin Čilić Tristan Farron Mahon       | Alexa Glatch Vania King                 |                                  |
| 2006                                                       | Michal Konečný Andrej Martin           | Sorana Cîrstea Alexandra Panowa         |                                  |
| ↓ ITF Juniors Roehampton ↓                                 |                                        |                                         |                                  |
| 2007                                                       | Roman Jebavý Martin Kližan             | Xenija Lykina Anastassija Piwowarowa    |                                  |
| 2008                                                       | Henri Kontinen Christopher Rungkat     | Jade Curtis Noppawan Lertcheewakarn     |                                  |
| ↓ AEGON International Junior Tennis Championships ↓        |                                        |                                         |                                  |
| 2009                                                       | Devin Britton Jordan Cox               | Magda Linette Heather Watson            |                                  |
| 2010                                                       | Juan Sebastián Gómez Yasutaka Uchiyama | An-Sophie Mestach Demi Schuurs          |                                  |
| 2011                                                       | Oliver Golding Jiří Veselý             | Ashleigh Barty Ons Jabeur               |                                  |
| 2012                                                       | Luke Saville Jordan Thompson           | Eugenie Bouchard Taylor Townsend        |                                  |
| 2013                                                       | Nicolás Jarry Frederico Ferreira Silva | Barbora Krejčíková Carol Zhao           |                                  |
| ↓ Nike Junior International Roehampton ↓                   |                                        |                                         |                                  |
| 2014                                                       | Jan Choinski Hubert Hurkacz            | Priscilla Hon Fanny Stollár             |                                  |
| 2015                                                       | Jake Delaney Marc Polmans              | Miriam Kolodziejová Markéta Vondroušová |                                  |
| 2016                                                       | Ulises Blanch Vasil Kirkov             | Jodie Anna Burrage Panna Udvardy        |                                  |
| 2017                                                       | Sebastian Korda Nicolás Mejía          | Carson Branstine Marta Kostjuk          |                                  |
| ↓ Junior International Roehampton ↓                        |                                        |                                         |                                  |
| 2018                                                       | Hugo Gaston Clément Tabur              | Catherine McNally Whitney Osuigwe       |                                  |
| 2019                                                       | Jacob Fearnley Connor Thomson          | Marta Custic Elizabeth Mandlik          |                                  |
| 2020                                                       | Wegen COVID-19-Pandemie abgesagt       | Wegen COVID-19-Pandemie abgesagt        | Wegen COVID-19-Pandemie abgesagt |
| 2021                                                       | Daniel Rincón Abedallah Shelbayh       | Reese Brantmeier Ashlyn Krueger         |                                  |
| 2022                                                       | Sebastian Gorzny Alex Michelsen        | Kayla Cross Victoria Mboko              |                                  |
| 2023                                                       | Vít Kalina Matic Križnik               | Ranah Akua Stoiber Mingge Xu            |                                  |
| 2024                                                       | Kaylan Bigun Jagger Leach              | Tyra Caterina Grant Iva Jovic           |                                  |